# Galeus cadenati
Galeus cadenati és una espècie de peix de la família dels esciliorrínids i de l'ordre dels carcariniformes.

## Hàbitat
És un peix marí que viu fins als 439 m de fondària.

## Distribució geogràfica
Es troba a l'Atlàntic occidental central: Panamà, Colòmbia i Veneçuela.